# Josef Ganz
Josef Ganz, né le 1er juillet 1898 à Budapest en Autriche-Hongrie et mort le 26 juillet 1967 à St Kilda en Australie, est un journaliste, ingénieur et concepteur d'automobiles allemand d'origine hongroise.

## Débuts

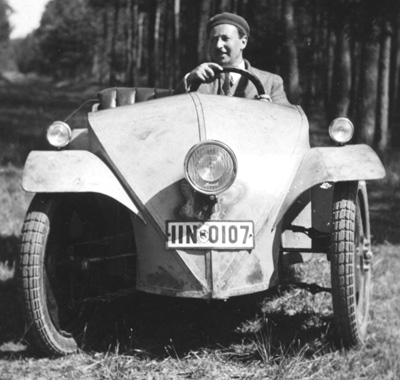
Josef Ganz dans le prototype Ardie-Ganz, 1930.

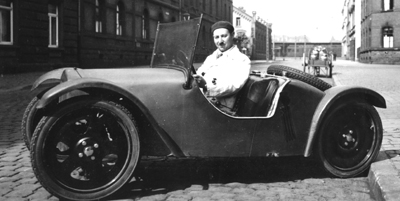
Josef Ganz dans le prototype Maikäfer, 1931.

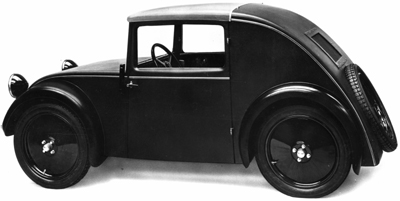
Premier modèle de Standard Superior, 1933.

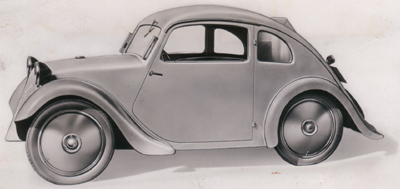
Deuxième modèle de Standard Superior, 1934.

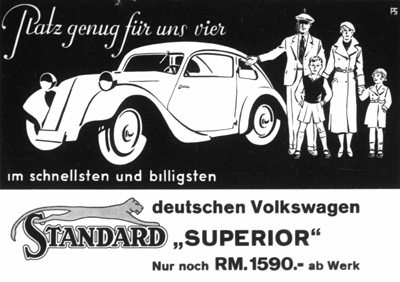
Publicité pour la Standard Superior, 1934, avec le slogan : « Assez de place pour nous quatre ».

Josef Ganz naît dans une famille juive vivant à Budapest, alors la deuxième plus grande ville d'Autriche-Hongrie. Sa mère, Maria Török (1872–1926), est originaire de Hongrie, son père, Hugo Markus Ganz (1862–1922), est originaire de Mayence en Allemagne, et a travaillé comme rédacteur politique et littéraire pour le journal Frankfurter Zeitung. Dès son plus jeune âge, Josef Ganz montre une fascination pour la technologie. Après avoir déménagé de Budapest à Vienne, la famille s'installe à Francfort-sur-le-Main en 1916 et prend la nationalité allemande. En juillet 1916, Ganz s'engage volontairement dans l'armée allemande et combat dans la marine pendant la Première Guerre mondiale. Après la guerre, en 1918, il reprend ses études de génie mécanique à l'université technique de Vienne. Après trois semestres, il part pour l'université de technologie de Darmstadt , et achève ses études en 1927. C'est à cette période que lui vient l'idée de construire une petite voiture au prix d'une moto.

## Prototypes etStandard Superior
En 1923, jeune étudiant en génie mécanique, il réalise ses premiers croquis d'une voiture grand public. Il s'agit d'une petite voiture légère de type Rumpler Tropfenwagen avec un moteur central, une suspension indépendante, des essieux oscillants et une carrosserie aérodynamique. Manquant d'argent pour construire un prototype, il commence à publier des articles sur la conception automobile dans divers magazines et, peu de temps après avoir obtenu son diplôme en 1927, il est nommé nouveau rédacteur en chef du magazine Klein-Motor-Sport. Il utilise ses publications pour critiquer les voitures lourdes, dangereuses et démodées de l'époque et promouvoir un design innovant et son concept d'une voiture destinée au citoyen ordinaire allemand. Le magazine gagne en notoriété et en influence et, en janvier 1929, est renommé en Motor-Kritik. Parmi les contributeurs au magazine figure Béla Barényi (en), un jeune étudiant de génie qui a conçu des voitures avec un design similaire et qui sera plus tard un pionnier de la sécurité automobile.
Le directeur de Volkswagen d'après-guerre, Heinrich Nordhoff, déclarera plus tard que « Josef Ganz, dans Motor-Kritik, a attaqué les anciens constructeurs automobiles établis avec une ironie mordante et avec la conviction ardente d'un missionnaire. ». Ces entreprises entament alors contre Motor-Kritik des poursuites judiciaires, des campagnes de calomnie et de boycott qui ne font qu'accroître la renommée du magazine et de son rédacteur en chef.
En 1929, Josef Ganz contacte les fabricants de motos allemands Zündapp, Ardie et DKW afin de construire le prototype d'une petite voiture populaire. Il en résulte un premier prototype, l'Ardie-Ganz (en), construit par Ardie en 1930, et un second achevé par Adler en mai 1931, surnommé le Maikäfer (en) (nom allemand du Melolontha). La fabrication de ces prototypes connaît une répercussion importante dans l'industrie automobile d'alors. Chez Adler, Josef Ganz est nommé ingénieur consultant pour Daimler-Benz et BMW où il travaille au développement des premiers modèles à suspension indépendante : la Mercedes-Benz 170 et la BMW AM1 construite à Munich.
La première entreprise à construire une voiture selon les brevets de Josef Ganz est la Standard Fahrzeugfabrik qui présente un modèle, la Standard Superior (en) au salon de l'Automobile à Berlin en février 1933. Elle comporte un châssis tubulaire, un moteur central et une suspension indépendante avec essieux oscillants à l'arrière. Adolf Hitler exprime alors son intérêt pour la conception du véhicule et son prix de vente très bas de 1590 Reichsmark. Sous le troisième Reich, cependant, Josef Ganz va être la cible de ses concurrents de l'industrie automobile opposés à ses articles publiés dans Motor-Kritik.

## Influence sur Porsche

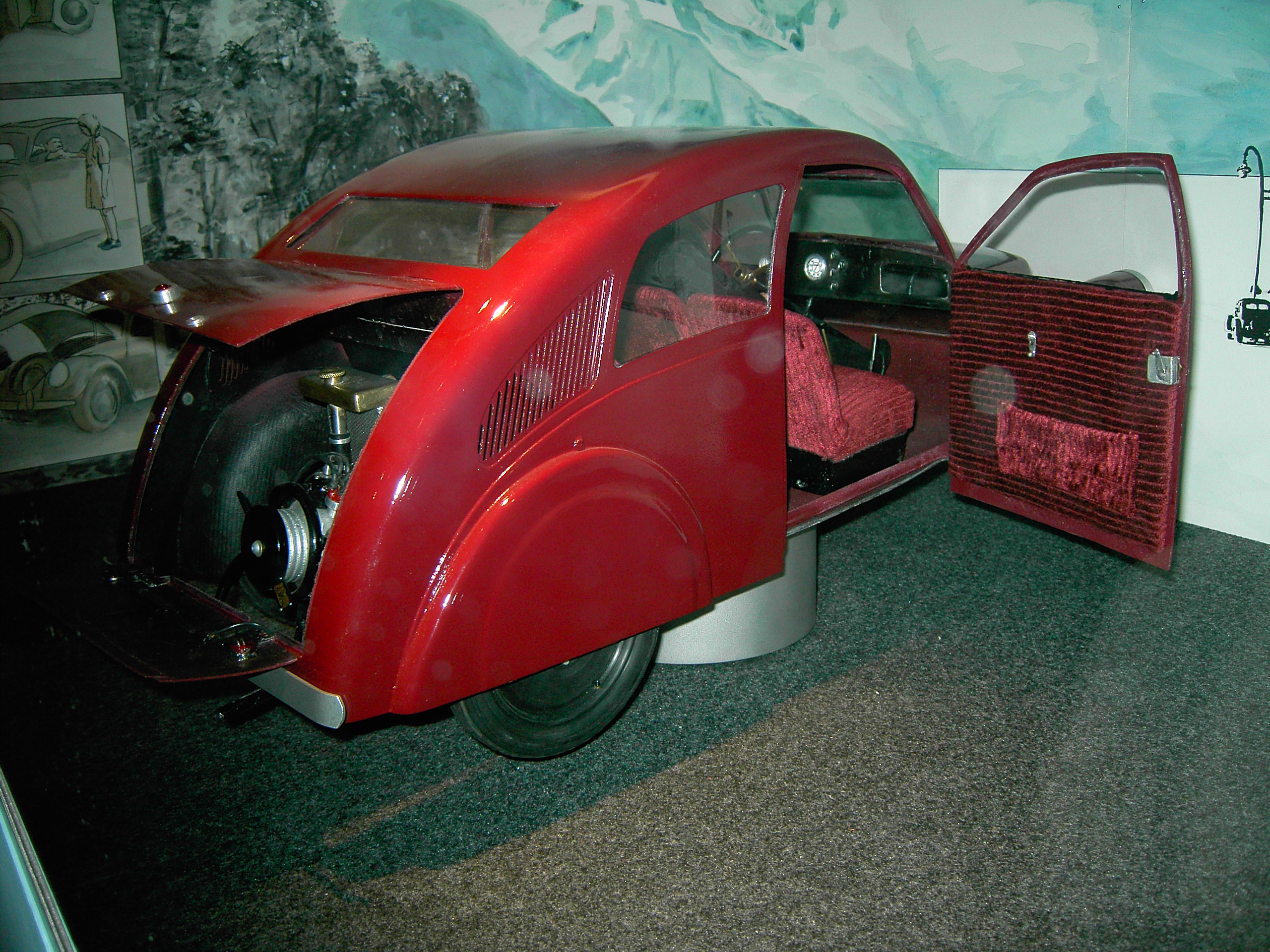
Porsche Type 12, 1931/32 par Zündapp, Nuremberg.

Les résultats obtenus avec les prototypes Maikäfer d'Ardie-Ganz et d'Adler parviennent à Zündapp qui se tourne vers Ferdinand Porsche en septembre 1931 pour développer une « voiture pour tout le monde » (Ein Auto für Jedermann), la Porsche Type 12. Porsche a déjà une préférence pour le 4 cylindres à plat, comme l'avait également essayé Daimler-Benz sous la direction de Josef Ganz un an auparavant, mais Zündapp choisit un moteur en étoile à 5 cylindres refroidi par eau. En 1932, trois prototypes sont en cours d'exécution. Ces prototypes sont détruits pendant la guerre, le dernier lors d'un bombardement au-dessus de Stuttgart en 1945.

## Guerre et après-guerre
Josef Ganz est arrêté par la Gestapo en mai 1933 sur la base de fausses accusations de chantage contre l'industrie automobile, mais est finalement libéré. Il fuit l'Allemagne en juin 1934 - le mois où Adolf Hitler demande à Ferdinand Porsche de concevoir une voiture de série pour un prix d'achat de 1 000 Reichsmark.
Après une court séjour au Liechtenstein, il s'installe en Suisse où, avec le soutien du gouvernement, il lance un projet automobile suisse. En Allemagne, la production de la Standard Superior et de la Bungartz Butz (en) a pris fin. Les premiers prototypes automobiles suisses sont construits en 1937 et 1938, et on lance des projets de production en série dans une nouvelle usine. Cependant, après le début de la Seconde Guerre mondiale, Ganz est à nouveau menacé par la Gestapo ; de plus, des représentants du gouvernement suisse revendiquent le projet automobile suisse. Après la guerre, un petit nombre de voitures suisses ont été construites par la compagnie automobile Rapid. Ganz engage à cette époque des poursuites judiciaires. Après cinq ans de démêlés juridiques, Ganz quitte la Suisse en 1949 et s'installe en France où il travaille sur une nouvelle petite voiture, mais il ne peut alors plus rivaliser avec Volkswagen.
En 1951, Josef Ganz émigre en Australie. Pendant quelques années, il y travaille pour General Motor-Holden, mais souffre de problèmes de santé après une série de crises cardiaques au début des années 1960. En 1965, la République fédérale d'Allemagne demande au gouvernement australien l'autorisation de décerner à Josef Ganz la Croix d'officier de l'ordre du mérite de la République fédérale d'Allemagne. Cependant, en vertu de la réglementation en vigueur à l'époque concernant les décorations étrangères accordées aux citoyens australiens, la demande est rejetée.
Josef Ganz est mort dans l'anonymat en Australie, ayant vécu à Edgewater Towers, St Kilda, Melbourne.